# Ligne de La Teste à Cazaux-Lac
La ligne de La Teste à Cazaux-Lac est une ligne de chemin de fer française secondaire à écartement standard exploitée par l'Armée de l'air afin de desservir la Base aérienne 120 Cazaux depuis la gare de La Teste-de-Buch.

## Historique
Le 20 mai 1873 intervient la signature d'une convention concédant au Sieur Bonnet la construction, et pour 78 années l'exploitation, d'une ligne de chemin de fer à voie normale de La Teste à l'étang de Cazaux. M. Bonnet devra construire la ligne sans aucune subvention. Un décret en date du 2 février 1874 déclare d'utilité publique la ligne de La Teste à l'étang de Cazaux. Les travaux sont entrepris sans retard et la ligne est ouverte à l'exploitation pour le service voyageurs et des marchandises en 1876.

### Création de la société anonyme
Au mois d'octobre 1875, au cours de deux assemblées générales, est constituée une société anonyme ayant pour dénomination «Compagnie du Chemin de fer de La Teste à l'étang de Canaux, de Navigation et d'Exploration du Bois des Landes» . La nouvelle société a pour objet «construction et exploitation du chemin de fer dont l'établissement a été autorisé par décret du 2 février 1874 et introduction de navigation à vapeur sur les étangs de Cazaux, Parentis, Biscarosse et Sanguinet». Elle est appelée à se substituer au concessionnaire primitif de la ligne de La Teste à l'étang de Cazaux. Son capital est de un million de francs, divisés en 2000 actions de 500 francs, entièrement libérées. Le Président du Conseil d'Administration est le Baron de Bussières.
Avant que cette société ne puisse se substituer à M. Bonnet, concessionnaire primitif, se produit un événement : M. Bonnet cède ses droits à M. Codur. En conséquence, le décret du 15 avril 1878 autorisera une double substitution : 
- celle de M. Codur à M. Bonnet
- celle de la SA créée en 1875 à M. Codur.

### Les premières années
Dès la mise en service, l'exploitation du chemin de fer connaît de vives difficultés. Dès la première année, les dépenses sont supérieures aux recettes, et les années qui passent n'arrangent pas cet état des choses. Rappelons que l'exploitant ne reçoit aucune subvention. Il s'agit donc d'une perte importante pour la société –donc pour ceux qui ont offert leurs économies pour constituer le capital de cette société.
À cette exploitation déficitaire on peut avancer deux raisons. D'abord une gestion –comme on dirait aujourd'hui– moins austère que celle qui se serait imposée compte tenu de la modestie de la ligne. Ensuite, et surtout, une cause très fondamentale : la ligne a été construite dans le but de faciliter l'exploitation forestière des landes du Bassin d'Arcachon. Pour mieux accompagner ce dessein, la compagnie avait annexé au chemin de fer un service d'exploitation des pinèdes forêts domaniales et un service de navigation sur les étangs de Cazaux, de Sanguinet et de Parentis. Or, le produit du trafic provenant de l'exploitation des forêts de l'État se révèle très au-dessous des prévisions. Pour alléger ses dépenses, la compagnie abandonne toutes ses entreprises annexes, et pour appeler à elle le trafic des bois, baisse dangereusement ses tarifs. Hélas ces mesures ne sont pas suffisantes ; dès 1883 la compagnie envisage la liquidation de ses biens, ce qui signifie la fermeture et la disparition certaine de la ligne.
Or, c'est au moment où cette catastrophe se dessine à l'horizon que, fort heureusement, les pouvoirs publics se préoccupent de sauver le chemin de fer. Au Conseil Général, on reconnaît que l'établissement de cette ligne n'a rien coûté au département et qu'elle peut rendre des services incontestables : il faut donc assurer sa survie en considérant que son abandon serait regrettable puisqu'elle a été construite dans de très bonnes conditions.
Pour que le département puisse intervenir, la déchéance de la compagnie exploitante doit être prononcée. C'est l'arrêté du Ministre des Travaux-Publics, le 7 décembre 1886, qui prononce cette déchéance. À la suite d'un processus administratif complexe, le département de la Gironde devient propriétaire de la ligne de La Teste à Cazaux-Lac. En attendant une solution satisfaisante pour la survie de la ligne «au quotidien» , une exploitation provisoire est mise en place par le gouvernement : il faut maintenir un minimum d'activité sur la ligne et assurer l'entretien du matériel. Cette situation durera quatre ans.

## Tracé
| LSTR |

| BHF |

| LSTRq | xABZgr |  |

| exHST |

| exBHF |

|  | exABZgnl | exnKBSTeq |

| exBHF |

|  | exABZgnl | exnKBSTeq |

| exBHF |

| exENDEe |

| LSTR |

| BHF |

| LSTRq | xABZgr |  |

| exHST |

| exBHF |

|  | exABZgnl | exnKBSTeq |

| exBHF |

|  | exABZgnl | exnKBSTeq |

| exBHF |

| exENDEe |

## Gares desservies
- Gare de la Teste-de-Buch
- Arrêt du Pont de Saous (La Teste-de-Buch)
- Gare du Courneau (La Teste-de-Buch)
- Gare de Cazaux-Hameau
- Gare de Cazaux-Lac